# Västergötlands runinskrifter 266
Vg 266 är en runinskrift på medeltida (andra hälften av 1200-t (stratigrafisk datering)) skål av trä i Lödöse, Sankt Peders socken och Lilla Edets kommun. Fyndnummer GD 3528.

## Inskriften
Translitterering av runraden:
þorilte͡r
Normalisering till äldre fornsvenska:
Þorhildr.
Översättning till nusvenska:
Torhild
Kvinnonamnet Torhild är sällsynt på svenskt område med endast två belägg på U 649 och G 388. Namnet saknas i medeltida källor, men det är vanligt på fornvästnordiskt område. Namnet troligen försvinner ur namnförrådet efter kristendomens genombrott på grund av sin hedniska förled.